# Geodena discinota
Geodena discinota es una especie de polilla de la familia Geometridae, descrita por primera vez por William Warren en 1899, con distribución en Uganda.

## Descripción
Es una polilla pequeña con una envergadura de unos 40 milímetros (1,6 plg). Las alas anteriores son blanquecinas opacas, mientras que las áreas costales, apicales y marginales del ala posterior son de color gris parduzco opaco, incluyendo una gran mancha discal negruzca opaca.
Las alas posteriores cuentan con la región apical hasta la vena 4, ligeramente gris pardusca con una mancha gris pardusca en el margen desde el ángulo anal hasta la vena 3.: Notas 1  El fleco es también gris pardusco, con una mancha discal redonda y negruzca.
El tórax y el abdomen son blanquecinos, el collar amarillo y la cabeza grisácea.